# Danh sách chiến lược kinh doanh
Đây là danh sách các chiến lược kinh doanh. Sự sắp xếp theo hệ thống chỉ có tính tương đối.
Danh sách này chỉ có tính liệt kê, không diễn giải sự liên quan, kết nối hay chồng lấn của các khái niệm. Mỗi một đề mục nhỏ của danh sách nên được hiểu một cách độc lập với nhau.

## Danh sách

### Chiến lược sản phẩm
- Đa dạng hóa sản phẩm
- Độc quyền
- Nhà thiết kế và chế tạo sản phẩm theo đơn đặt hàng
- Phát triển sản phẩm mới
- Sản phẩm khác biệt

### Chiến lược giá
- Chiến lược giá
  - Freemium
- Cuộc chiến giá cả
- Bán phá giá
- Hãng hàng không giá rẻ

### Chiến lược phân phối
- Kinh doanh đa cấp

### Chiến lược tiếp thị
- Chiến lược phân phối (Marketing hỗn hợp)
- Chiến lược thâm nhập thị trường
  - E-marketing
  - Chăm sóc khách hàng
  - Chiến lược phun nước
  - Tư vấn khách hàng
  - Bảo hành sản phẩm
  - Chương trình trúng thưởng
- Đa dạng hóa (chiến lược tiếp thị)
- Thương hiệu cộng đồng (Brand community)

### Chiến lược bán hàng
- Chiến lược bán hàng
- Chiến lược mua bán chứng khoán
- Chiến lược phân loại (bán lẻ)
- Kinh doanh kết hợp

### Chiến lược thương hiệu
- Nhượng quyền kinh doanh
  - Tập đoàn tượng trưng

### Chiến lược liên minh
- Liên doanh
- Liên minh tiếp thị
- Mua bán và sáp nhập

## Kinh doanh trên khía cạnh quân sự
- Trò chơi chiến tranh kinh doanh
- Chiến lược chiến tranh tiếp thị
- Chiến lược phòng thủ (tiếp thị)
- Tiếp thị du kích
- Chiến lược bỏ qua
- Chiến lược rút lui (kinh doanh)

## Nội dung khác
- Quảng cáo
- Tiếp thị
- Ý tưởng kinh doanh
- Sản phẩm cốt lõi
- Kinh doanh cốt lõi
- Chuyên gia kinh doanh
- Kế hoạch kinh doanh
- Bản quyền thương mại
- Thương hiệu
  - Xây dựng thương hiệu
- Quản trị doanh nghiệp
  - Quản trị kinh doanh
- Xây dựng doanh nghiệp
  - Chiến lược doanh nghiệp
    - Cổ phần hóa
- Lợi thế cạnh tranh
- Lợi thế đầu tiên
- Mô hình kinh doanh
- Phát triển thị trường
- Thị phần
- Hệ thống marketing dọc
- Thương mại điện tử
- Phân tích đối thủ
- Cạnh tranh (kinh doanh)
- Cạnh tranh bất đối xứng
- Cạnh tranh thương mại
- Đấu thầu
- Mua lại cổ phần
- Mua sắm điện tử
- Mua sắm trực tuyến
- Mô hình liên kết chuỗi
- Đàm phán kinh doanh